# Олавская, Лидия Иосифовна
Лидия Иосифовна Олавская (девичья фамилия: Новицкая, 1889—1975) — советский историк-медиевист, библиотековед, переводчик, библиограф.
Её имя занесено в Книгу почёта Российской национальной библиотеки как многолетнего сотрудника, видного библиотековеда и библиографа, много сделавшего для развития РНБ. Награждена медалью «За доблестный труд в Великой Отечественной войне».
Знаток нескольких иностранных языков, Олавская занималась также переводами. Наиболее известен и часто публикуется её перевод романа А. Дюма «Граф Монте-Кристо» (1-е издание: 1931).

## Биография
Родилась 5 апреля 1889 года в Орле в семье потомственных дворян, вскоре переехавшей в Петербург. Отец — Иосиф Иосифович Новицкий, в Петербурге он получил должность товарища министра финансов, заведующего управлением неокладных сборов. Мать — Любовь Яковлевна Киркор.
Окончила гимназию княгини Оболенской в Петербурге (1906) с золотой медалью, затем поступила на Бестужевские высшие женские курсы (1906—1912), где специализировалась на историко-филологическом отделении. По окончании курсов была оставлена на кафедре всеобщей истории для подготовки к преподавательской деятельности (1912—1915) у профессоров И. М. Гревса и О. А. Добиаш-Рождественской. В 1912 году принята в члены Исторического общества при Петербургском университете, преподавала историю в гимназии и реальном училище (1912—1917).
В сентябре 1917 года принята на службу «вольнотрудящейся» в Императорскую публичную библиотеку (ПБ), в начале 1918 года состоит в штате. В этой библиотеке Олавская проработала 23 года (1917—1935, 1945—1950), не считая периода ссылки (1935—1945). С ней связано становление и развитие в ПБ справочно-библиографической службы как самостоятельного вида деятельности. Олавская выступила в 1924 году на Первой конференции научных библиотек РСФСР с докладом, разработала и читала курс лекций на Высших курсах библиотековедения, руководила созданным ей (1922) Кабинетом новой иностранной литературы.
В апреле 1935 года, в ходе операции НКВД «Кировский поток», «в порядке очистки Ленинграда от чуждых элементов», Олавскую выслали из Ленинграда без предъявления обвинения сроком на 5 лет. Директор ПБ, старый большевик М. М. Добраницкий, направил в НКВД письмо:

Благодаря её заслугам Публичная библиотека заняла в Советском Союзе бесспорно первое место в библиографической области <...>. Заменить Олавскую полноценным работником нет возможности. Работника этого масштаба в области библиографии в Ленинграде нет.

Письмо не помогло (через два года сам Добраницкий стал жертвой Большого террора).
Ссылку Олавская отбывала в городе Чкалов, работала счетоводом в Обществе глухонемых, преподавала немецкий язык в школе. В сентябре 1940 года Олавская получила разрешение вернуться в Ленинград. Начало войны застало её в пути, Олавской пришлось вернуться в Чкалов, до конца войны она работала в школе, получив должность завуча и руководителя методической секции преподавания иностранных языков при гороно. Осенью 1945 года Олавская по вызову ПБ переехала сначала в Мелекесс, а затем вместе с ранее эвакуированными туда в 1941 году фондами библиотеки возвратилась в Ленинград.
В 1948 году Олавская получила комнату в жилых флигелях библиотеки на Садовой, 18, где поселилась с сестрой, В. И. Гераковой, и её дочерью. Однако 3 апреля 1950 года, в ходе очередной политической чистки, её лишили ленинградской прописки. В июне 1950 года Олавская была уволена из ПБ якобы за «несвоевременное возвращение из отпуска». 9 декабря 1950 года Олавская написала письмо Сталину; с января 1951 года НКВД начал пересматривать её дело, летом Лидия Иосифовна восстановила прописку и вернулась в Ленинград. В ПБ её не взяли, в период июль 1951 — август 1970 годов она работала заведующей библиотекой Медицинского педиатрического института. В 1970 году вышла на пенсию.
В конце жизни утратила зрение; умерла 16 мая 1975 года. Похоронена на Южном кладбище Петербурга.
Её муж, Борис Анатольевич Олавский (? — 1926), был охотоведом.

## Награды и почести
- 1947: медаль «За доблестный труд в Великой Отечественной войне 1941—1945 гг.»

## Оценки
Старый учитель Олавской, Иван Михайлович Гревс (1860—1941), оставил воспоминания о Лидии Иосифовне:

В ней нет показного блеска и героизма; и наружность её с первого взгляда незаметная: маленький рост, неправильные черты лица; но мне ощущается и в них, в глазах её (...) своеобразная, милая, притягивающая красота. Особенно же внутри её покоится, и мягко сияет кругом на других, дарованная ей особая благодать (...)
Я никогда не встречал в человеческом личном одушевлении такого торжества деятельного добра, природного, неистощимого альтруизма. Это доброта делает её чуткою, проницательною и в научной работе, и в восприятии искусства, и в понимании жизни, и в отношении к людям: необычайная в ней наблюдательность и победоносная интуиция (...) И при всём этом изумительная, беспристрастная простота, полное незнание своих достоинств и строгое отношение к себе, постоянное искание и чувство Бога в душе, недовольство достигнутым, стремление вверх, отсутствие всякой чопорности, при застенчивости — громадная активность, смелость при робости, при кротости уменье протестовать против зла (...) Лидию Иосифовну могут не любить только безнадёжно злые люди.

Молодой Михаил Лозинский, будущий переводчик Данте, в 1927 году посвятил стихотворение «Октавы» 5-й годовщине создания Кабинета иностранной литературы в Публичной библиотеке, а также хозяйке этого Кабинета, которую вывел под именем античной амазонки Пентесилеи.
   Наш первый кубок Вам, Пентесилея,

   Верховный вождь прекрасного полка!

   В убранстве этом, в блеске юбилея,

   Видна все та ж державная рука,

   Что трудится, хозяйки не жалея

   И не стыдясь мозолей батрака.

   Бывали в мире многие владыки,

   Но Вам подобен — только Петр Великий.

   Вы — юная, и юность увенчала

   Волшебный грот семи премудрых жён,

   Где в зеркалах из белого кристалла

   Лишь юный лик всечастно отражён,

   Где каждый день — как доброе начало,

   Как светлый меч, изъятый из ножон,

   Где чудится: под кораблем бегущим

   Волна кипит и пенится грядущим